# دروزدوف (ناحیه بروون)
دروزدوف (به چکی: Drozdov) یک منطقهٔ مسکونی در جمهوری چک است که در ناحیه بروون واقع شده‌است. دروزدوف ۱۰٫۰۳ کیلومتر مربع مساحت و ۷۲۷ نفر جمعیت دارد و ۳۹۰ متر بالاتر از سطح دریا واقع شده‌است.